# Ambert
Ambert este un oraș în Franța, sub-prefectură a departamentului Puy-de-Dôme, în regiunea Auvergne.  Și-a dat numele brânzei Fourme d'Ambert.

## Personalități născute aici
- Henri Pourrat (1887 - 1959), scriitor.

1. ↑  répertoire géographique des communes, accesat în 26 octombrie 2015
2. ↑  dataset of postal codes in France, 1 octombrie 2018